# Puncagijn Dżasraj
Puncagijn Dżasraj (mong. Пунцагийн Жасрай, ur. 26 listopada 1933 – zm. 25 października 2007 w Ułan Bator) – mongolski polityk Mongolskiej Partii Ludowo-Rewolucyjnej, od 21 lipca 1992 do 19 lipca 1996 był premierem.